# Szermierka na Igrzyskach Europejskich 2023
Rywalizacja w szermierce na Igrzyskach Europejskich 2023 odbyła się w dniach 26 czerwca – 1 lipca 2023 w hali Tauron Arena w Krakowie. Łącznie rozegranych zostało 12 konkurencji: zawody indywidualne oraz drużynowe kobiet i mężczyzn we florecie, szabli i szpadzie.

## Medaliści i medalistki

### Mężczyźni
| Konkurencja          | Złoto                                                                     | Srebro                                                                 | Brąz                                                                             |
| Floret indywidualnie | Michał Siess                                                              | Jonas Winterberg-Poulsen                                               | Stef Van Campenhout Laurenz Rieger                                               |
| Floret drużynowo     | Włochy Alessio Foconi · Daniele Garozzo · Filippo Macchi · Tommaso Marini | Francja Alexandre Ediri · Enzo Lefort · Maxime Pauty · Rafaël Savin    | Niemcy Paul Luca Faul · Alexander Kahl · Luis Klein · Laurenz Rieger             |
| Szabla indywidualnie | Sandro Bazadze                                                            | Krzysztof Kaczkowski                                                   | Áron Szilágyi William Deary                                                      |
| Szabla drużynowo     | Francja Boladé Apithy · Sébastien Patrice · Maxime Pianfetti · Tom Seitz  | Włochy Luca Curatoli · Michele Gallo · Matteo Neri · Luigi Samele      | Niemcy Raoul Bonah · Lorenz Kempf · Frederic Kindler · Matyas Szabo              |
| Szpada indywidualnie | Tristan Tulen                                                             | Miguel Frazão                                                          | Wołodymyr Stankewycz Manuel Bargues                                              |
| Szpada drużynowo     | Węgry Tibor Andrásfi · Máté Koch · David Nagy · Gergely Siklósi           | Szwajcaria Alexis Bayard · Théo Brochard · Hadrien Favre · Max Heinzer | Włochy Gabriele Cimini · Davide Di Veroli · Andrea Santarelli · Federico Vismara |

### Kobiety
| Konkurencja          | Złoto                                                                                               | Srebro                                                                       | Brąz                                                                          |
| Floret indywidualnie | Julia Walczyk-Klimaszyk                                                                             | Flóra Pásztor                                                                | Mălina Călugăreanu Gili Kuritzky                                              |
| Floret drużynowo     | Włochy Martina Batini · Martina Favaretto · Francesca Palumbo · Alice Volpi                         | Francja Anita Blaze · Morgane Patru · Pauline Ranvier · Ysaora Thibus        | Niemcy Leandra Behr · Aliya Dhuique-Hein · Leonie Ebert · Anne Sauer          |
| Szabla indywidualnie | Olha Charłan                                                                                        | Ilinca Pantiş                                                                | Teodora Gundura Eloisa Passaro                                                |
| Szabla drużynowo     | Francja Manon Apithy-Brunet · Sara Balzer · Cécilia Berder · Margaux Rifkiss                        | Włochy Martina Criscio · Rossella Gregorio · Chiara Mormile · Eloisa Passaro | Węgry Sugár Katinka Battai · Renáta Katona · Liza Pusztai · Luca Szűcs        |
| Szpada indywidualnie | Dżoan Fejbi Beżura                                                                                  | Martyna Swatowska-Wenglarczyk                                                | Anna Kun Alexandra Ehler                                                      |
| Szpada drużynowo     | Francja Marie-Florence Candassamy · Alexandra Louis-Marie · Auriane Mallo-Breton · Coraline Vitalis | Węgry Lili Büki · Anna Kun · Eszter Muhari · Dorina Wimmer                   | Włochy Rossella Fiamingo · Federica Isola · Mara Navarria · Alberta Santuccio |

## Klasyfikacja medalowa
*   Gospodarz ( Polska)
| Miejsce | Reprezentacja   | Złoto | Srebro | Brąz | Razem |
| ------- | --------------- | ----- | ------ | ---- | ----- |
| 1       | Francja         | 3     | 2      | 0    | 5     |
| 2       | Włochy          | 2     | 2      | 3    | 7     |
| 3       | Polska*         | 2     | 2      | 0    | 4     |
| 4       | Ukraina         | 2     | 0      | 1    | 3     |
| 5       | Węgry           | 1     | 2      | 3    | 6     |
| 6       | Holandia        | 1     | 0      | 0    | 1     |
| 6       | Gruzja          | 1     | 0      | 0    | 1     |
| 8       | Rumunia         | 0     | 1      | 1    | 2     |
| 9       | Portugalia      | 0     | 1      | 0    | 1     |
| 9       | Dania           | 0     | 1      | 0    | 1     |
| 9       | Szwajcaria      | 0     | 1      | 0    | 1     |
| 12      | Niemcy          | 0     | 0      | 5    | 5     |
| 13      | Belgia          | 0     | 0      | 1    | 1     |
| 13      | Hiszpania       | 0     | 0      | 1    | 1     |
| 13      | Izrael          | 0     | 0      | 1    | 1     |
| 13      | Grecja          | 0     | 0      | 1    | 1     |
| 13      | Wielka Brytania | 0     | 0      | 1    | 1     |
| Razem   | Razem           | 12    | 12     | 18   | 42    |